# Gods of Blitz
Gods of Blitz is een Duitse rockband afkomstig uit Berlijn.

## De band

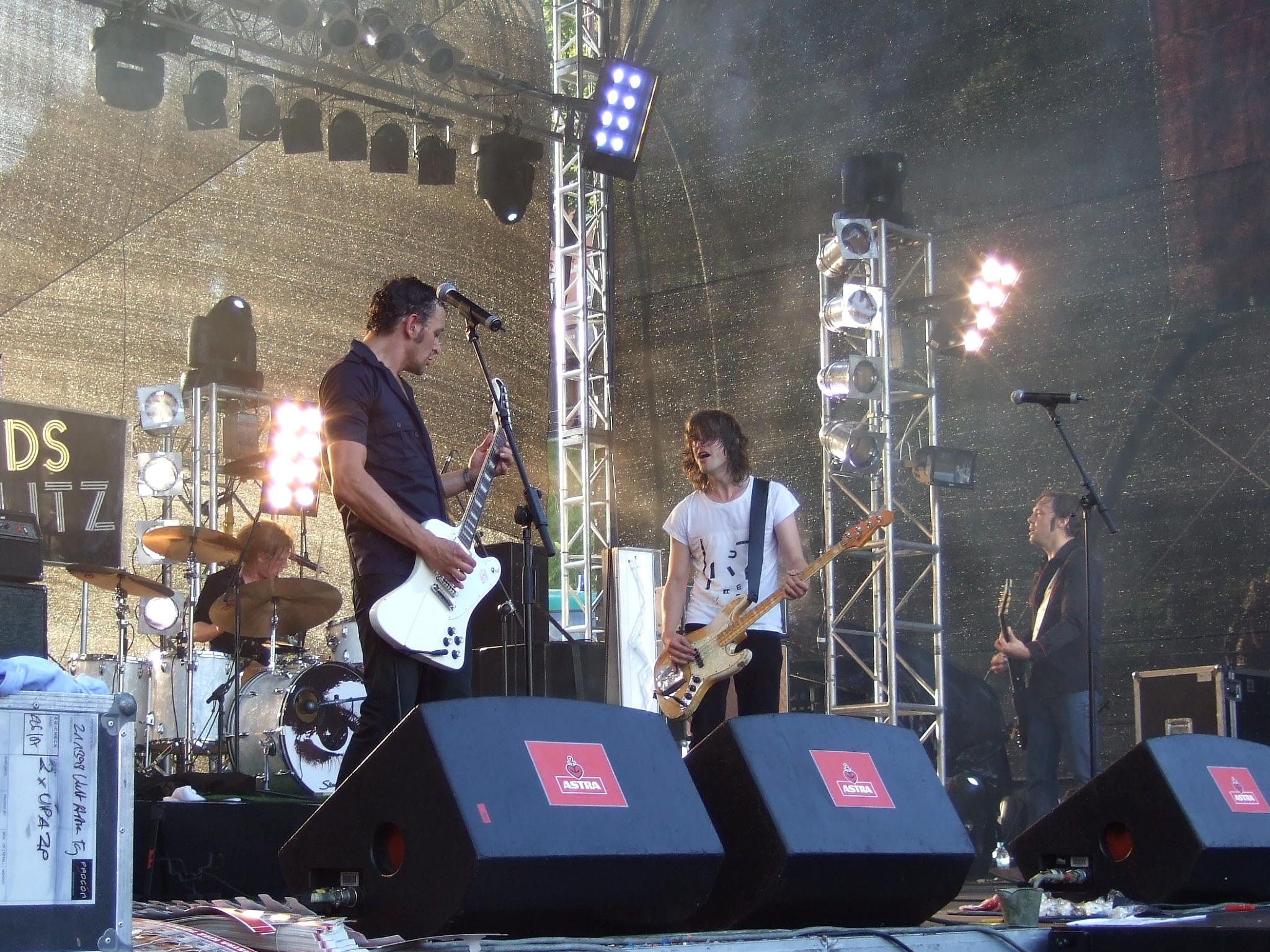
Gods of Blitz in 2007

De band bestaat uit vier leden. Sebastian Gaebel Barusta (zang en de bass), Jens Freudenberg en Olli Wong zorgen voor gitaarspel en zij worden drummend ondersteund door Jakob Kiersch.
De band werd in september 2004 opgericht. Na zes maanden, in maart 2005, hadden zij hun eerste contract bij Four Music. In september 2005 brachten zij hun eerste album uit, Stolen Horse. Zij hebben onder andere in het voorprogramma van Maximo Park en Wolfmother gespeeld.
Gods of Blitz hebben driemaal in Nederland gespeeld. De eerste keer op 13 januari 2006, op het Eurosonic Festival in Groningen. De tweede optreden was in het voorprogramma van Wir Sind Helden op 29 maart 2006 in de Melkweg in Amsterdam. En de derde keer in het Paard van Troje (Den Haag) tijdens Berlin ruft an.

## Album

### Stolen Horse
Stolen Horse is het debuutalbum van de Duitse band Gods of Blitz. De band kent invloeden uit diverse muziek genres. Het album kwam uit op 30 januari 2006.

## Nummers
1. Beat of Progress 2:42
2. Majorette 3:05
3. A Cat Named Dog 2:40
4. Protoman 2:56
5. Critical Masses, Different Classes 2:31
6. Full Time Half-Nelson 1:59
7. In The Street 2:23
8. Psychology 2:21
9. Gravity Kills 2:55
10. My Time Is Up 3:26
11. Generation Good-Bye 3:02
12. Greetings from Flashbackville 2:10
13. The Rising 3:07